# تينا ماي
تينا ماي (بالإنجليزية: Tina May)‏ هي مغنية بريطانية، ولدت في 30 مارس 1961 في غلوستر في المملكة المتحدة.

## وصلات خارجية
- تينا ماي على موقع IMDb (الإنجليزية)
- تينا ماي على موقع ميوزك برينز (الإنجليزية)
- تينا ماي على موقع ديسكوغز (الإنجليزية)